# Maen
Maen är en by i Okome socken, Falkenbergs kommun. Delvis inom byns gamla gränser ligger Stora Stavsjön som ingår i Ätrans huvudavrinningsområde.